# Plácido (mártir)
Plácido (em latim: Placidus), juntamente com Eutíquio ,  Vitorino  e  Flávia , irmã deles;  Donato ,  Firmado , o diácono, Fausto  e trinta outros são considerados mártires e santos pela Igreja Católica por terem sido assassinados ou por piratas em Messina ou durante a perseguição de Diocleciano, dependendo da versão.
Em seus "Atos", este Plácido foi confundido com São Plácido, um santo de mesmo nome que era seguidor de São Bento, e, por isso, a lenda deste quase desconhecido mártir siciliano conta que ele teria ido para a Itália em 541 e fundado um mosteiro em Messina, do que foi abade, e onde teria sido martirizado com seus companheiros.
A festa destes mártires não constava no Calendário Tridentino, mas foi incluída no Calendário Geral Romano entre 1588 e 1962 na data de 5 de outubro, a mesma data dos dois monges que foram discípulos de São Bento, São Mauro e São Plácido. Alguns tradicionalistas católicos continuam a observar esta festa.